# Hanna Räsänen
Hanna Räsänen (tidigare Huttunen), född 14 april 1969 i Outokumpu, är en finländsk politiker (Centern). Hon är ledamot av Finlands riksdag sedan 2019.
Hanna Huttunen blev invald i riksdagen i riksdagsvalet 2019 med 4 162 röster från Savolax-Karelens valkrets. Hon omvaldes i riksdagsvalet 2023 med 5 849 röster från Savolax-Karelens valkrets.
Sedan 2020 har hon varit gift med sångaren Erkki Räsänen. Hon bytte efternamn till Räsänen i oktober 2023.